# Lazar Kaganovitj

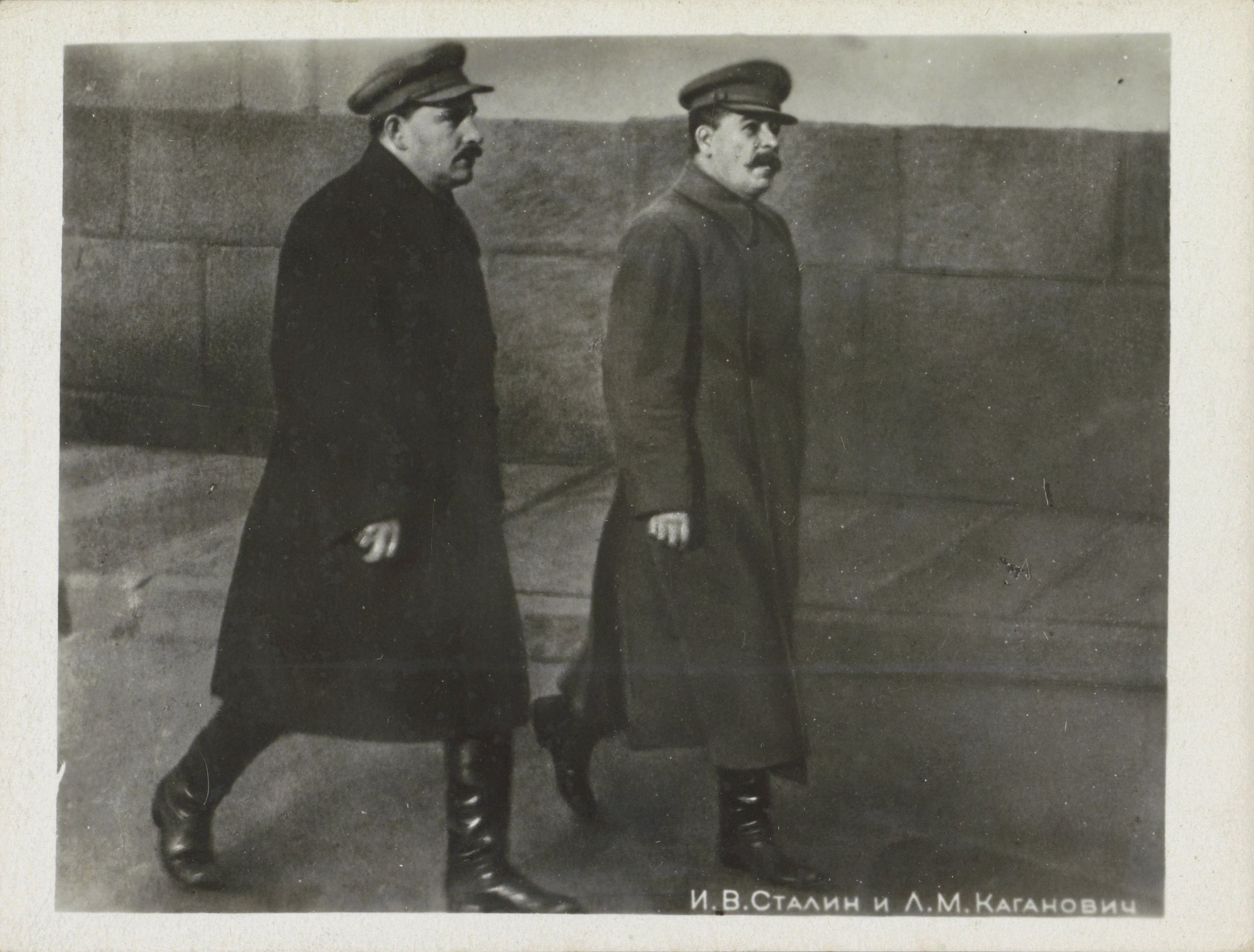
Lazar Kaganovitj och Josef Stalin, 1930-talet.

Lazar Moisejevitj Kaganovitj (ryska: Лазарь Моисеевич Каганович), född 22 november 1893 i byn Kabany i guvernementet Kiev, Kejsardömet Ryssland, död 25 juli 1991 i Moskva, var en sovjetisk politiker och en av Josef Stalins närmaste män. 

## Biografi
Kaganovitj var bland annat folkkommissarie för den tunga industrin i Sovjetunionen. För sin hänsynslöshet i samband med hungersnöden i Sovjetunionen 1932–1933, det vill säga  tvångskollektiviseringar som orsakade 5–14 miljoner döda, fick han namnet "Järn-Lazar".
Kaganovitj växte upp i en fattig familj med fem bröder och en syster och var av rysk-judisk släkt. Kaganovitj, som var yngst, rekryterades år 1911 till partiet av en bror och bedrev sedan agitation i Lillryssland. Lenin såg i honom en blivande ledare. Kaganovitj var utbildad skomakare och det sägs att det första han tittade på hos en människa var skorna. 
Han var hjärnan bakom partiets militarisering. År 1918 styrde han staden Nizjnij Novgorod med en skräckregim. År 1919 yrkade han på centralismens militära disciplin och höjde rösten för en hänsynslös diktatur. Fem år senare ritade han upp "kopplingsschemat" för det som skulle bli stalinism. Efter att ha varit ansvarig för personalbyrån inom Centralkommittén skickades Kaganovitj iväg för att styra Centralasien och kom året därpå till Ukrainska SSR och inledde där en omfattande ukrainisering ("korenisatsija", efter "koren'", rot). Miljontals människor, som tidigare definierats som ryssar, bokfördes nu som ukrainare, för att från 1937 återigen bokföras som ryssar. Han kom 1928 tillbaka till Moskva och blev 1930 fullvärdig medlem i politbyrån.
I början av 1930-talet krossade Kaganovitj bonderevolter i norra Kaukasus och västra Sibirien. Han efterträdde Vjatjeslav Molotov som partichef i Moskva, blev föremål för en hjältedyrkan som närmade sig Stalins och inledde byggandet av bolsjevikisk metropol genom att spränga historiska byggnader såsom Kristus Frälsarens katedral.
Han utmanövrerades ur politiken av Nikita Chrusjtjov 1956 och förde sedan en undanskymd tillvaro. Kaganovitj avled 1991 i Moskva.